# جان بيار دوبونت
جان بيار دوبونت (بالفرنسية: Jean-Pierre Dupont) هو سياسي فرنسي، ولد في 19 يونيو 1933 في الجزائر في الجزائر. حزبياً، نشط في الاتحاد من أجل حركة شعبية والتجمع من أجل الجمهورية.

## مناصب
- انتخب نائب فرنسي عن دائرة دائرة كوريز الثالثة  [لغات أخرى]‏ خلال فترته النيابية [الإنجليزية]‏ (20 يونيو 2007 – 19 يونيو 2012).
- انتخب نائب فرنسي عن دائرة دائرة كوريز الثالثة  [لغات أخرى]‏ خلال فترته النيابية  [لغات أخرى]‏ (19 يونيو 2002 – 19 يونيو 2007).
- انتخب نائب فرنسي عن دائرة دائرة كوريز الثالثة  [لغات أخرى]‏ خلال فترته النيابية  [لغات أخرى]‏ (12 يونيو 1997 – 18 يونيو 2002).
- انتخب رئيس بلدية [الإنجليزية]‏ Bort-les-Orgues [الإنجليزية]‏ (14 مارس 1983 – 18 مارس 2001).
- انتخب نائب فرنسي.
- انتخب نائب برلماني [الإنجليزية]‏ عن دائرة دائرة كوريز الثالثة  [لغات أخرى]‏ خلال فترته النيابية  [لغات أخرى]‏ (18 يونيو 1995 – 21 أبريل 1997).